# Merzifon
Merzifon (ehemals auch Marsovan oder Marsvani genannt) ist eine Kreisstadt und ein Landkreis in der Türkei. Sie gehört zur Provinz Amasya und liegt in der Schwarzmeerregion. Die Stadt liegt am südlichen Hang des Tavşan-Berges und grenzt an eine fruchtbare Ebene. Die Kreisstadt beherbergt über 82 Prozent der Landkreisbevölkerung.
Die heutige Stadt Merzifon liegt an der Stelle der antiken Stadt Phazemon (Φαζημὠν). Über die Geschichte der Stadt seit der Islamisierung Anatoliens ist wenig bekannt. Im Mittelalter nannte man das Gebiet der Stadt Marsvani. Merzifon war im 11. und 12. Jahrhundert Teil des türkischen Beyliks der Danischmenden, danach Teil des seldschukischen Sultanats von Rum. Im Jahr 1393 fiel dann Merzifon an die Osmanen. Merzifon war die Heimat einiger osmanischer Gelehrter und hoher Würdenträger.
Der Landkreis Merzifon liegt im Westen der Provinz und grenzt an die Provinzen Çorum (im Süden) und Samsun (im Norden). Der zweitbevölkerungsreichste Kreis der Provinz liegt mit einer Bevölkerungsdichte von 84 Einwohnern je Quadratkilometer über dem Provinzdurchschnitt (60 Einw. je km²). Neben der Kreisstadt besteht er aus 70 Dörfern (Köy), von denen 25 mehr Einwohner haben als der Durchschnittswert (191 Einw.). Kayadüzü (1415 Einwohner, gleichzeitig das größte Dorf der Provinz Amasya) und Muşruf (1024 Einw.) sind die einzigen Dörfer mit über 1000 Einwohnern. Der städtische Bevölkerungsanteil beträgt mehr als 82 %.

## Religion
In der Stadt wurden einige byzantinische Kirchen in Moscheen umgebaut. Beispiele dafür sind die Eski Cami (dt.: alte Moschee), die Madrasa des Mehemmed Çelebi und ein Gebäudekomplex, der von dem osmanischen Großwesir Kara Mustafa Pascha im 17. Jahrhundert errichtet worden ist. In der Stadt gab es einige Derwisch-Tekkes.
Amerikanische protestantische Missionare bauten ab 1864 in Merzifon eine theologische Schule und karitative Einrichtungen; von 1886 bis 1924 existierte hier das prestigeträchtige Anatolia College. In den 1930er Jahren war noch ein kleiner Teil der missionarischen Einrichtungen aktiv. Diese Missionsarbeit richtete sich dabei an die armenischen Einwohner der Umgebung. Bis zum Ende des Ersten Weltkrieges lebten in Merzifon neben den Muslimen auch christliche Armenier und Griechen. Neben der protestantischen Schule gab es auch eine römisch-katholische und eine gregorianische Schule.

## Persönlichkeiten
- Gül Baba (Ende des 15. Jahrhunderts–1541) – Derwisch
- Ali Kaan Güneren (* 2000) – Fußballspieler
- Bilal Kısa (* 1983) – türkischer Fußballspieler
- Tan Oral (* 1937) – türkischer Karikaturist
- Kara Mustafa Pascha (1634/35–1683) – osmanischer Großwesir und General
- Tahsin Şahinkaya (1925–2015) – kommandierender General der Luftstreitkräfte
- Cengiz Dogrul – deutscher Youtuber